# Махмудов, Ваис
Ваис Махмудов — советский хозяйственный, государственный и политический деятель, Герой Социалистического Труда.

## Биография
Родился в 1925 году в кишлаке Тамадургадык. Член КПСС.
Участник Великой Отечественной войны. С1943- 1950 года .На хозяйственной, общественной и политической работе. В 1950—1985 гг. — колхозник, хлопковод, бригадир колхоза «40 лет Октября» Ханкинского района Хорезмской области.
Указом Президиума Верховного Совета СССР от 5 марта 1982 года присвоено звание Героя Социалистического Труда с вручением ордена Ленина и золотой медали «Серп и Молот».
Умер в Ханкинском районе после 1995
года.